# Vzdálenost
Vzdálenost je výraz pro odlehlost dvou bodů nebo útvarů (rovnocenných, bez vzájemného rozlišení, bez orientace směru) a pro vyjádření jejich vzájemné polohy. Ve fyzice zpravidla označuje prostorovou nebo časovou odlehlost věcí, v matematice však musí splňovat více kritérií.
Zvláštní případ vzdálenosti je dálka, kdy rozlišujeme výchozí, počáteční bod, místo pozorovatele, „odkud“ a vzdálený, koncový, cílový bod, „kam“. V běžném hovoru se zpravidla od pojmu "vzdálenost" neodlišuje.

## Obecné matematické zavedení
V matematice, speciálně v geometrii je vzdálenost funkce {\displaystyle \rho }: M x M → R definovaná na dané množině M splňující následující vlastnosti:
- Každým dvěma bodům z množiny M je přiřazena vzdálenost.
- Je pozitivně definitní. {\displaystyle \rho }(x,y) ≥ 0, přičemž {\displaystyle \rho }(x,y) = 0 právě když x = y. (Vzdálenost je vždy kladná jsou-li dané body různé, jsou-li stejné, je nulová).
- Je symetrická. {\displaystyle \rho }(x,y) = {\displaystyle \rho }(y,x). (Vzdálenost z x do y je stejná jako z y do x).
- Splňuje trojúhelníkovou nerovnost, {\displaystyle \rho }(x,z) ≤ {\displaystyle \rho }(x,y) + {\displaystyle \rho }(y,z). (Vzdálenost dvou bodů není nikdy vyšší, než součet vzdáleností do třetího bodu od bodu prvního a od bodu druhého).

Takovouto funkci nazýváme metrika. Dvojice (M,{\displaystyle \rho }) se nazývá metrický prostor.
Vzdálenost je definována i pro dva geometrické útvary (např. bod a přímka, přímka a rovina).
Vzdálenost 2 útvarů se rovná nejmenší vzdálenosti 2 bodů, kde jeden bod patří jednomu útvaru a druhý bod druhému. Proto ji měříme na kolmici.

## Dráha
Ve fyzice označuje dráha délku trajektorie, kterou těleso (hmotný bod) urazí za určitou dobu. Dráha je tedy vzdálenost, kterou těleso (hmotný bod) urazí mezi dvěma časovými okamžiky a měří se podél trajektorie. Dráha je charakteristikou mechanického pohybu.
Uvažujeme-li těleso (hmotný bod) pohybující se po zvolené trajektorii, pak je dráha mezi dvěma body na této trajektorii vždy větší nebo rovna nejkratší vzdálenosti těchto bodů (dráha je rovna této vzdálenosti v případě přímočaré trajektorie).
Dráhu obvykle značíme s a měříme v metrech a zkratku píšeme m.